# Neva Patterson
Neva Louise Patterson (Nevada, 10 febbraio 1920 – Brentwood, 14 dicembre 2010) è stata un'attrice statunitense.

## Biografia
Nata in una fattoria vicino Nevada, nello Iowa, i suoi genitori si trasferirono a New York City nel 1938. Fece il suo debutto a Broadway nel 1947 in The Druid Circle. Nel 1952 interpretò il ruolo di Helen Sherman nella commedia The Seven Year Itch. La sua prima interpretazione cinematografica risale al 1953, nel film Taxi. Altri crediti cinematografici includono Un amore splendido (1957), The Buddy Holly Story (1978) e Ho sposato un fantasma (1984).
Tra le interpretazioni televisive della Patterson, da ricordare quella della matriarca anziana e irascibile nella serie Un vero sceriffo (1971-1972), The Governor & JJ. (1969-1971), e quella di Eleanor Dupres nella serie di genere fantascientifico Visitors (1984-1985), ruolo che riprese nella miniserie V - Visitors (1984). Fece inoltre delle apparizioni nella serie antologica Appointment with Adventure, La parola alla difesa, Ben Casey, Maude, Ironside, Charlie's Angels, Barnaby Jones, Hazzard, Una famiglia americana, Agenzia Rockford, e A cuore aperto.
La Patterson morì il 14 dicembre 2010, all'età di 90 anni, per complicazioni conseguenti alla frattura del femore.

## Filmografia parziale

### Cinema
- Taxi, regia di Gregory Ratoff (1953)
- Una Cadillac tutta d'oro (The Solid Gold Cadillac), regia di Richard Quine (1957)
- La segretaria quasi privata (Desk Set), regia di Walter Lang (1957)
- Un amore splendido (An Affair to Remember), regia di Leo McCarey (1957)
- Furia d'amare (Too Much, Too Soon), regia di Art Napoleon (1958)
- La strada a spirale (The Spiral Road), regia di Robert Mulligan (1962)
- David e Lisa (David and Lisa), regia di Frank Perry (1962)
- Tre donne per uno scapolo (Dear Heart), regia di Delbert Mann (1964)
- Sinfonia di guerra (Counterpoint), regia di Ralph Nelson (1967)
- Il magliaro a cavallo (Skin Game), regia di Paul Bogart (1971)
- Tutti gli uomini del presidente (All the President's Men), regia di Alan J. Pakula (1976)
- Il principio del domino: la vita in gioco (The Domino Principle), regia di Stanley Kramer (1977)
- The Buddy Holly Story, regia di Steve Rash (1978)
- Star 80, regia di Bob Fosse (1983)
- Ho sposato un fantasma (All of Me), regia di Carl Reiner (1984)

### Televisione
- Lights Out – serie TV, episodio 2x10 (1949)
- The Doctor – serie TV, episodio 1x19 (1952)
- General Electric Theater – serie TV, episodi 3x27-3x31 (1955)
- The Alcoa Hour – serie TV, episodio 1x11 (1956)
- Ben Casey – serie TV, episodio 1x05 (1961)
- The Nurses – serie TV, 3 episodi (1963-1965)
- The Lieutenant – serie TV, episodio 1x27 (1964)
- Squadra speciale anticrimine (The Felony Squad) – serie TV, episodio 3x09 (1968)
- Charlie's Angels – serie TV, episodio 1x04 (1976)

## Doppiatrici italiane
- Flaminia Jandolo in Un amore splendido, Sinfonia di guerra
- Rosetta Calavetta in Una Cadillac tutta d'oro
- Renata Marini in Furia d'amare
- Gemma Griarotti in David e Lisa
- Anna Miserocchi in Charlie's Angels